# 聖約翰男女英文書院
聖約翰男女英文書院（英語：St. John's Co-Educational College），是香港一所已停辦的中學，結校後的校舍先後改為地利亞修女紀念學校（太古城）及地利亞加拿大學校（現易名德思齊加拿大國際學校）至今。

## 校史
聖約翰男女英文書院於1978年創校，校舍位於太古城太豐路5-7號。結校前曾與小學部和幼稚園一同營辦，中小學部皆設上下午校。該校與昔日位於堅道128號的聖約翰英文書院為兩所沒有關連的學校。

## 歷任校長
- 莫德光 先生
- 李昭中 先生

## 著名/傑出校友
- 張學友（初中）：香港男歌手、演員和音樂人
- 關禮傑（1981年中五）：香港男演員
- 尹天照（1981年中五）：香港男演員[註 1]
- 郭富城（1982年中五）：香港男演員及歌手
- 林俊賢（1978年中五）：香港男演員[註 2]
- 蘇志威（1981年中三）：香港男演員及歌手
- 溫碧霞（1981年中四肄業）：香港女演員及歌手[註 3]
- 黃偉國（1984年中三）：香港文化研究、政治學學者
- 姚正菁：前無綫電視女藝員
- 寇鴻萍（預科）：前香港女藝人[1]